# Zhonghuan International Plaza
Le Zhonghuan International Plaza est un gratte-ciel de 203 mètres construit en 2008 à Nankin en Chine.